# Stöcken (Rethem)
Stöcken è una frazione (Ortsteil) del comune di Rethem, nel land della Bassa Sassonia, in Germania.

## Storia
Già comune autonomo nel circondario di Fallingbostel, fu soppresso e incorporato a Rethem il 1º marzo 1974.